# Sherisse Laurence
Sherisse Laurence (également connue sous le nom de Sherisse Stevens) est une chanteuse canadienne anglophone née à Selkirk dans le Manitoba au Canada.

## Biographie
De 1978 à 1983 elle a fait partie du show Circus sur la chaîne de télévision CTV au Canada.
En 1986 elle a représenté le Luxembourg au concours Eurovision de la chanson avec le titre en français L'Amour de ma vie écrit par Frank Dostal et Alain Garcia, et composé par Rolf Soja. Elle a terminé troisième avec un total de 117 points.
Elle a également interprété cette chanson en anglais sous le titre : The love of my life.
En 2006 elle a dirigé le Huntsville Community Choir de l'Ontario.